# 绥德郡
绥德郡，中国南北朝时设置的郡。
西魏设置绥德郡，属绥州。治所在绥德县（今陕西省清涧县西）。辖境约当今陕西省清涧县。大统九年（543年），陆通被封为绥德郡公。北周绥德郡下辖绥德县。隋文帝开皇三年（583年）废绥德郡，属县直属绥州。